# 吕伊 (安省)
吕伊（法語：Lhuis，法語發音：[lɥi]）是法国东部安省的一个市镇，属于贝莱区。

## 地理
吕伊（45°44'48"N, 5°32'0"E）面积24.43 平方千米，位于法国奥弗涅-罗讷-阿尔卑斯大区安省，该省份为法国东部省份，北起汝拉省，西北接索恩-卢瓦尔省，西接罗讷省和里昂大都会，南至伊泽尔省，东与萨瓦省、上萨瓦省和瑞士接壤。
与吕伊接壤的市镇（或旧市镇、城区）包括：昂布莱翁、布里奥尔、孔济约、马尔尚、布朗格、克雷-梅皮约、圣维克托-德莫雷斯泰勒、格罗莱-圣伯努瓦。

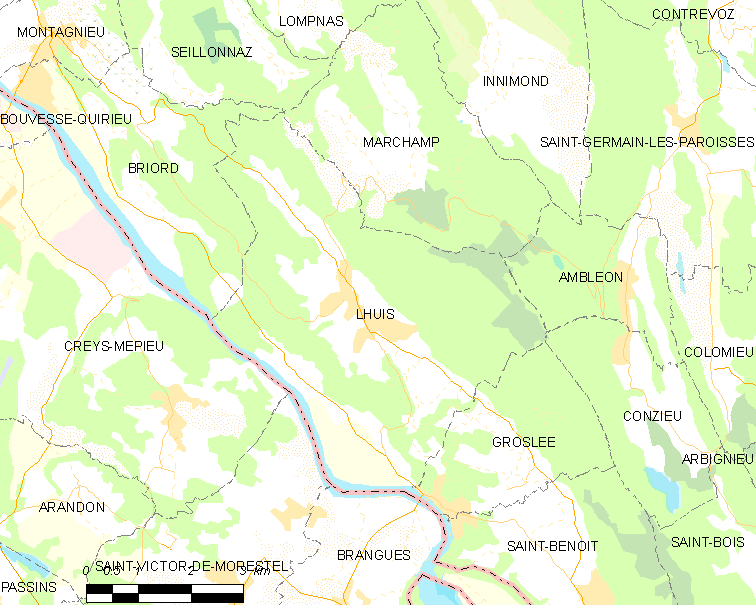
的OSM定位图

吕伊的时区为UTC+01:00、UTC+02:00（夏令时）。

## 行政
吕伊的邮政编码为01680，INSEE市镇编码为01216。

## 政治
吕伊所属的省级选区为拉尼约县。

## 人口

1962-2008年间人口变化图示

吕伊于2022年1月1日时的人口数量为891人。